# Château de Kruishoutem ou d'Aaishove

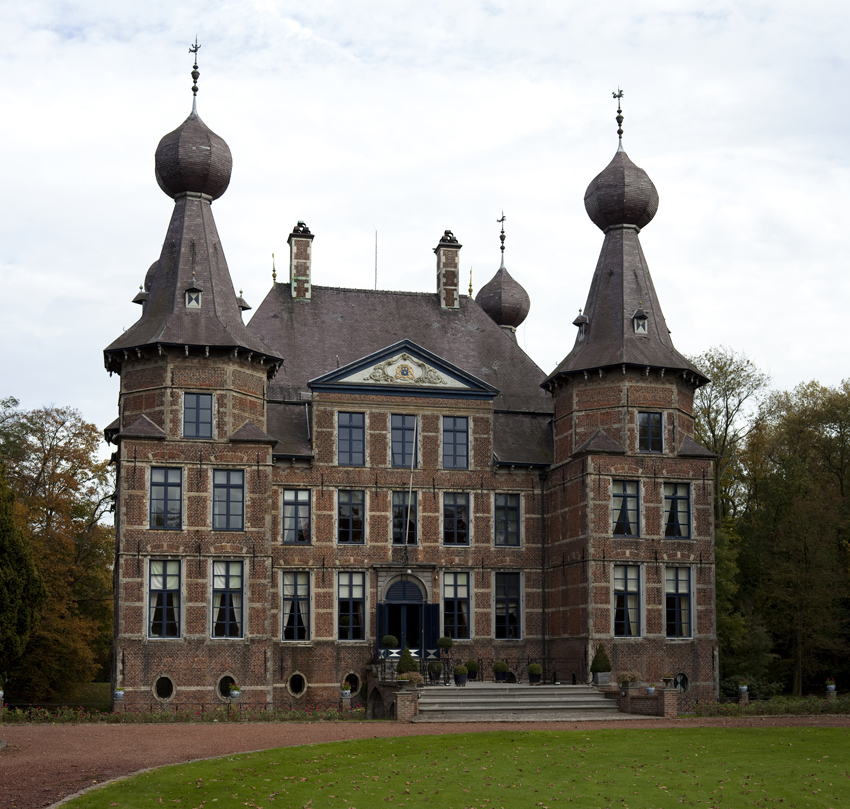

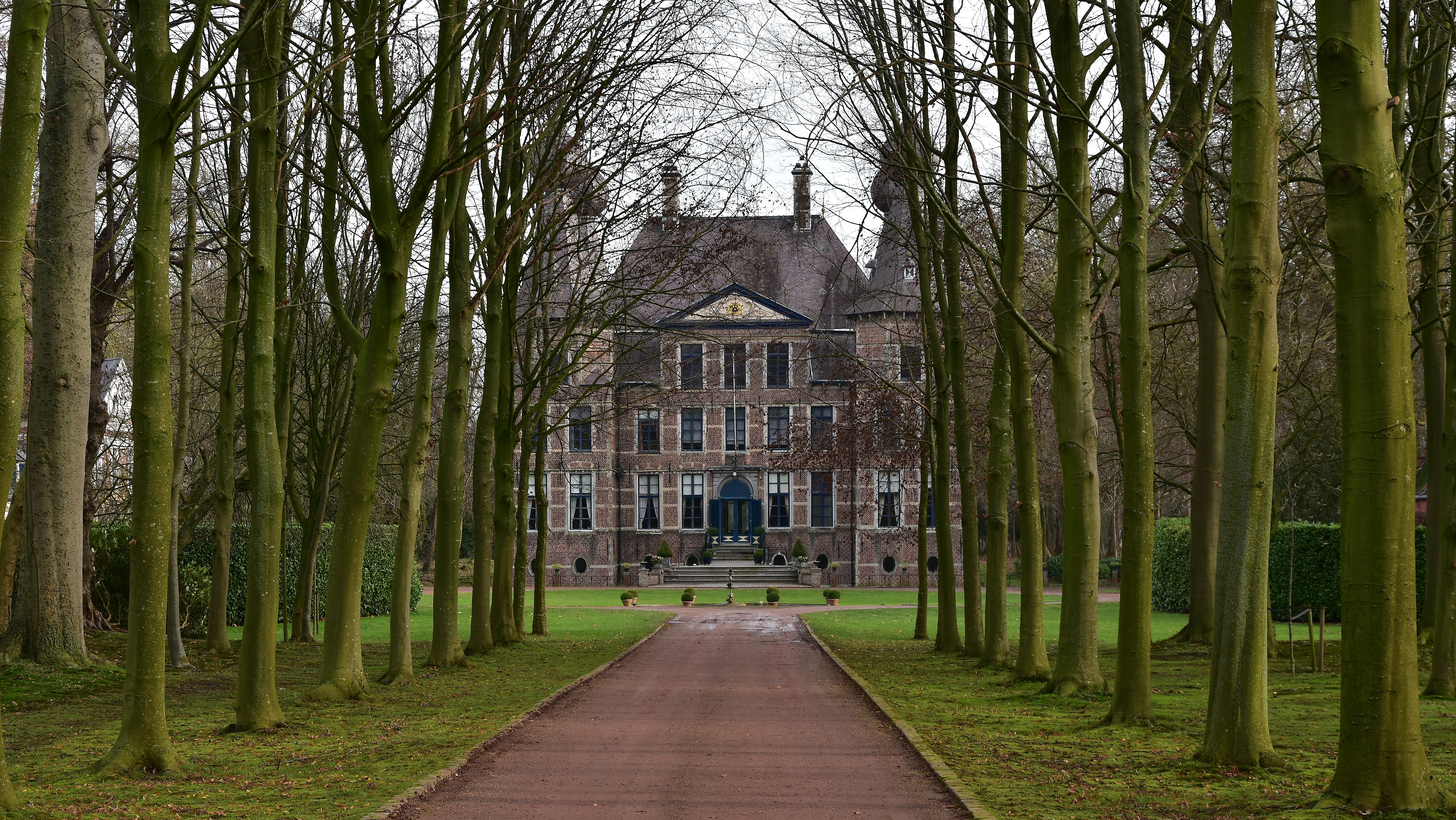

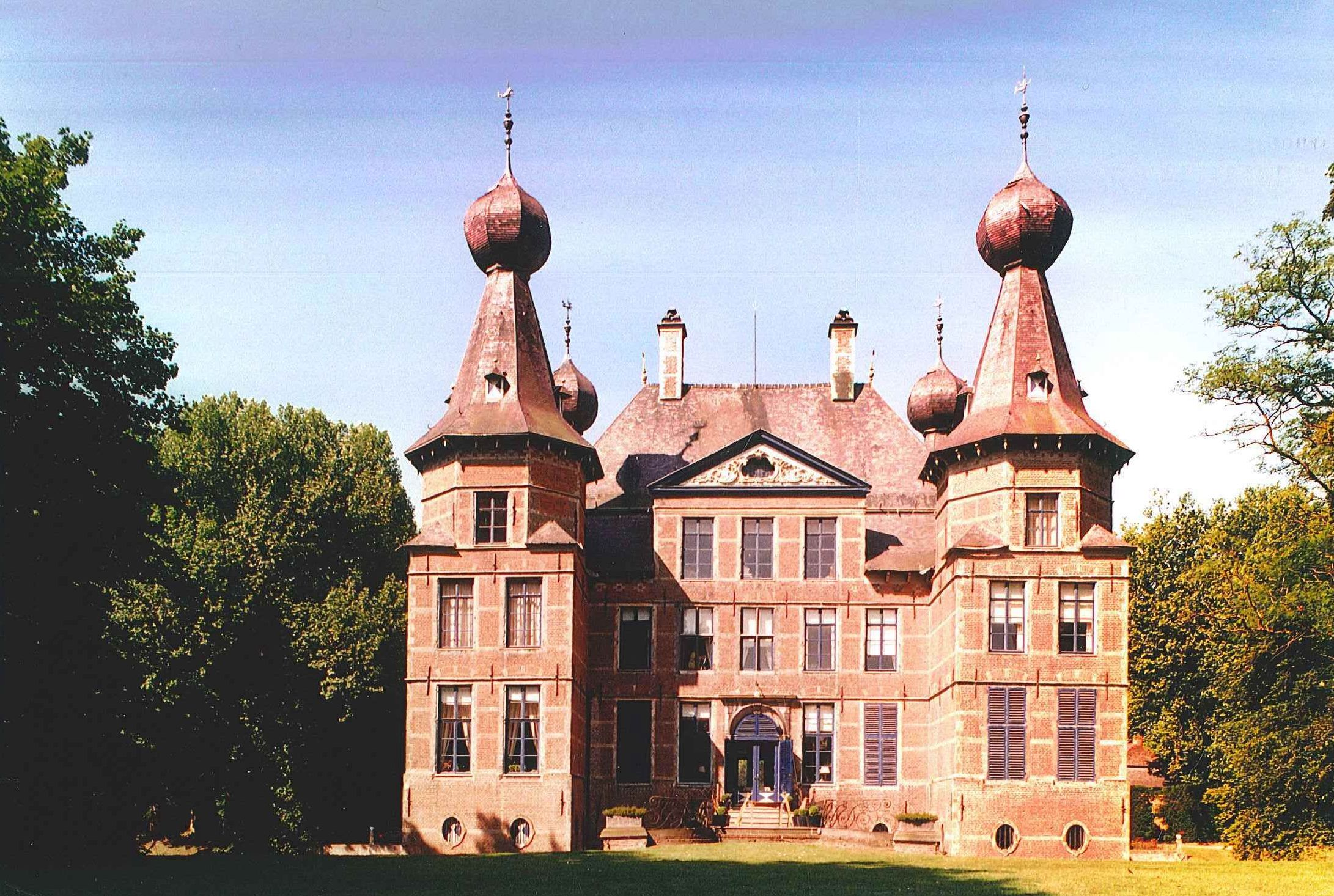

Le château d'Aaishove ou château de Kruishoutem est un château du XVIIe siècle, avec douves, situé à Kruishoutem, dans l'actuelle commune de Kruisem, en province de Flandre-Orientale en Belgique. Le château est caractérisé par des clochers à bulbe comme le château des princes de Chimay.
L'entrée se situe au nord du village, entre la rue Kasteelstraat et la rue Colijnstraat. 
Le site est prisé des amateurs de promenades dans les Ardennes flamandes qui se poursuivent dans le Pays des Collines de la proche région wallonne .
A Kruishoutem, est situé aussi le château d'Herlegem, de style Louis XVI, qui attire également les promeneurs .

## Nom
Le château d'Aaishove doit son nom à la seigneurie d'Aïshof ou Ayshove, dont le siège était situé dans le château. La seigneurie d'Aïshof s'étendait au XIe siècle entre les bassins de l'Escaut et de la Lys (affluent de l'Escaut).

## Histoire
Le premier château a été construit au XIe siècle près de la source du Molenbeek, et stratégiquement situé entre les bassins de l'Escaut et de la Lys. Au XIIIe siècle, il y avait un château avec douves, avec une chapelle à côté.
Ces bâtiments furent cependant entièrement détruits lors des troubles religieux du XVIe siècle (Révolte des Gueux, guerre de Quatre-vingts Ans, sac de Malines). Dans les Pays-Bas espagnols, l'emprise de Philippe II et de son gouverneur Ferdinand Alvare de Tolède duc d'Albe provoquent dans le Nord acquis à la Réforme protestante, une opposition croissante et même, sous la direction de Guillaume d’Orange, une révolte générale (1568).
La famille de Mastaing fit reconstruire le château dans son état actuel entre 1629 et 1634. Le château a été rénové vers les années 1930, sous la direction de l'architecte Valentin Vaerwyck (Gand, 1882-1959).
Le château et son parc de 13 hectares, ont été inscrits au Patrimoine culturel en Belgique par arrêté royal du 10 décembre 1973 , au titre des monuments protégés et paysages le 10 décembre 1973.
Les douves séparent le château du parc dont le dessin s'inspire des jardins à l'anglaise, avec un étang.

## Propriété
Le château fut successivement la propriété des familles suivantes  :
- van Gavere
- de Looz
- de Rochefort
- van Steenhuize
- de Gavere
- de Jauche de Mastaing : En 1460 la seigneurie est vendue à Jacob de Jauche, seigneur de Mastaing. La famille, comme les familles précitées, occupa de hautes fonctions de conseillers ou chefs militaires au service des comtes et souverains. Charles-Robrecht de Jauche fit démolir le vieux château fort, et sur les mêmes fondations fit élever en 1630 le château actuel, qui fut achevé en 1634, habité par lui, et la chapelle domestique consacrée par l'évêque Antoine Triest [6].
- van der Meere : notamment Charles Aimé Emmanuel van der Meere de Cruyshautem (1766-1837)[7]
- Desmanet de Biesme
- Piers de Raveschoot (y vécut comme locataire de Desmanet de Biesme de 1903 à 1913, puis jusqu'en 1976 comme propriétaire)
- De Marcke

## Châteaux voisins
Dans la même commune de Kruisem, se trouvent aussi
- le château de Wannegem-Lede, du XVIIIe siècle, appelé le « Petit Trianon » de Flandre (d'après le Petit Trianon du parc de Versailles) ;
- le château della Faille d'Huysse, entouré d'un parc dessiné par l'architecte paysagiste Edouard Keilig, connu pour son art des jardins (Gartenkunst) : Bois de la Cambre, parc de Laeken, parc d'Avroy à Liège etc.
- le château d'Herlegem, de style Louis XVI.